# Bobby Jarzombek
Bobby Jarzombek (San Antonio, Texas, 1963. szeptember 4. –) egy amerikai dobos, aki a Riot heavy metal együttes és Rob Halford szólózenekarának tagjaként vált ismertté. Testvére a Watchtower gitáros Ron Jarzombek.

## Zenei pályafutása
Bobby Jarzombek tízévesen kapta első dobfelszerelését. Két bátyjával kezdett zenélni és középiskolásként már San Antonio klubjaiban lépett fel. Csatlakozott a Juggernaut nevű helyi zenekarhoz, és 1986-ban felvették első nagylemezüket (Baptism Under Fire). A második album után megkereste őt az éppen újjáalakuló Riot, hogy a visszatérő Thundersteel albumon doboljon. Jarzombek 1999-ig összesen hat stúdióalbumot készített a zenekarral. 1993-ban testvérével, Ron Jarzombek (Watchtower) gitárossal és Pete Perez (Riot) basszusgitárossal megalapították a Spastic Ink nevű instrumentális progresszív metal együttest. Első lemezüket 1997-ben adták ki, a következőt 2004-ben, majd feloszlottak.
1999-ben a szólóalbumán dolgozó Judas Priest énekes, Rob Halford, kereste meg Jarzombeket, hogy vegyen részt a lemezfelvételen. Bobby Jarzombek azóta minden Halford-albumon szerepelt. 2003-ban Jarzombek elkészítette első oktatóvideóját Performance & Technique címmel. 2004-ben csatlakozott az Iced Earth éppen futó turnéjához Richard Christy helyén. Ezután kérték fel, hogy doboljon az Iced Earth-főnök Jon Schaffer projektjének, a Demons and Wizards második albumán (Touched by the Crimson King). 2006-ban az egykori Skid Row-énekes Sebastian Bach szólózenekarához csatlakozott és azóta az énekes minden stúdióalbumán ő dobolt. 2007-ben a veterán progresszív metal együttes, a Fates Warning tagja lett, és közreműködött a gitáros Jim Matheos és a korábbi énekes John Arch 2011-es közös albumán is. A Fates Warninggal ezidáig két stúdióalbumot készített.
2010-ben többek között Jarzombeket is megkereste a Dream Theater, hogy a zenekarból távozott Mike Portnoy helyére meghallgatásra hívja, de nem élt a lehetőséggel. Már akkoriban a Fates Warning mellett Halford és Bach zenekarainak is tagja volt. 2015-ben Jarzombek a dán progresszív metal együttes Beyond Twilight alapítójának, Finn Zierlernek a nagylemezén működött közre (ESC).

## Diszkográfia

### Juggernaut
- Baptism Under Fire (1986)
- Trouble Within (1987)

### Riot
- Thundersteel (1988)
- The Privilege of Power (1990)
- Live In Japan!! (1992)
- Nightbreaker (1993)
- The Brethren of the Long House (1995)
- Inishmore (1997)
- Shine On (koncertalbum, 1998)
- Sons of Society (1999)
- Immortal Soul (2011)

### Spastic Ink
- Ink Complete (1997)
- Ink Compatible (2004)

### Halford
- Resurrection (2000)
- Live Insurrection (koncertalbum, 2001)
- Crucible (2002)
- Halford III: Winter Songs (2009)
- Halford IV: Made of Metal (2010)
- Live in London (koncertalbum, 2012)

### Demons and Wizards
- Touched by the Crimson King (2005)

### Sebastian Bach
- Angel Down (2007)
- Kicking & Screaming (2011)
- Give ’Em Hell (2014)

### Arch/Matheos
- Sympathetic Resonance (2011)

### Fates Warning
- Darkness in a Different Light (2013)
- Theories of Flight (2016)

### Zierler
- ESC (2015)